# Planet’s Edge
Planet’s Edge — космическая научно-фантастическая ролевая видеоигра, разработанная в 1992 году компанией New World Computing с Эриком Хайманом в качестве ведущего дизайнера. В центре сюжета игры — расследование внезапного исчезновения планеты Земля, путём углубления во Вселенную с лунной базы. Существует два основных режима игры: в режиме реального времени разведки и боя с применением различных аппаратов, и пошаговое исследование, решение проблем и сражения на поверхности десятков планет. В игре представлено множество предметов, оружия и миссий, хотя в ней отсутствует какая-либо система накопления опыта или статистики для четырёх персонажей, управляемых игроком.

## Сюжет
Перед началом игры, таинственный инопланетный космический корабль приближается к Земле, чтобы провести эксперимент, который проходит ужасно неправильно, и становится причиной исчезновения Земли в космической червоточине. Научно-исследовательская группа базирующаяся на Луне определяет, что единственный способ вернуть Землю и всех её обитателей назад включает в себя воссоздание этого неудавшегося эксперимента. К сожалению, экспериментальная аппаратура, называемая Центурионский Привод, была уничтожена в этой аварии. Тем не менее, учёные лунной базы способны спасти достаточно технологий из разбившегося корабля инопланетян, чтобы построить свой собственный рудиментарный космический корабль. Четыре члена научной команды под командованием игрока объединяются, чтобы найти и получить запасные части, необходимые для восстановления Центурионского Привода и, тем самым, спасти Землю. Это является основной целью игры.
История начинается в нашей Солнечной системе, но фантастическое пространство охватывает более ста звезд и связанных с ними планет и цивилизаций в окрестных галактиках. Игровой мир делит межзвездное пространство, окружающее Солнце на восемь секторов характеризующихся особыми инопланетными цивилизациями, обладающими различными степенями технологического развития. Каждый из восьми секторов связан с определенным подсюжетом, который должнн быть пройден для получения доступа к каждому из восьми секторов, необходимому для завершения строительства Центурионского Привода.

## Геймплей
Игра начинается на лунной базе игроком в команде космического корабля с экипажем из четырёх членов научной команды. Здесь игрок имеет варианты распределения имеющихся ресурсов для строительства новых кораблей, оружия или других предметов, и клонирования членов экипажа. Клонирование случайным образом меняет статистические значения, присвоенные атрибуты и навыки каждого из четырёх членов команды под командованием игрока; это не меняет их личности. Эти статистические данные остаются неизменными на протяжении всей игры, если члены команды впоследствии повторно клонированы.
Как только космический корабль будет снабжен оборудованием и запущен, игрок управляет им в реальном времени с видом сверху в перспективе от третьего лица, путём выдачи команд членам экипажа, выбираемыми из меню. Корабль может путешествовать из одной звездной системы в другую и может быть выведен на орбиту вокруг различных планет. На некоторых планетах есть полезные ресурсы, которые можно добывать с орбиты или локации, куда могут телепортироваться четыре члена команды. По пути следования могут встречаться инопланетные космические корабли. Некоторые из них предлагают возможности для торговли или получения информации, но другие могут иметь пиратские или враждебные намерения. Если происходит сражение, оно будет выполнено в последовательности действий, близкой к найденной в Starflight или Звездный контроль, в котором игрок должен либо уничтожить атакующие суда, либо пытаться оторваться от них и бежать.
Когда встречаются планеты с местами, подходящими для телепортации, четыре человека научной команды могут высадиться и исследовать их. Игрок управляет членами команды в режиме изометрического вида сверху, подобному используемому в ряде других ролевых видеоигр. Все перемещения, взаимодействие с объектами и неигровыми персонажами и боевые действия на поверхности будут пошаговыми. Команды членам группы выдаются через выбор кликабельных пиктограмм, отображаемых на экране, или горячие клавиши.
Важный аспект игры включает в себя добычу ресурсов с планет  и приобретение новых технологий с целью построения более мощных кораблей, оружия и доспехов. Эти предметы позволяют игроку успешно пройти подсюжеты в более технологически продвинутых секторах и получить все запасные части, необходимые для завершения строительства Центурионского Привода.

## Разработка
Эта игра складывалась из усилий, направленных на разработку компьютерной адаптации Star Fleet Battles, последующей работой Nil Hallford над Tunnels & Trolls: Crusaders of Khazan, он был назначен на должность дизайнерома основателем New World Computing Джоном Ван Канегем и была поставлена задача с начала разработки по Пограничным планетам и Might and Magic III: Isles of Terra. Впрочем позже был введен Рон Болинджер, чтобы закончить дизайн Might and Magic III, так что Hallford мог сосредоточить свои усилия на истории, диалогах и игровых картах Пограничных планет.

## Критика
В июльском выпуске Computer Gaming World 1992 года , рецензент Крис Ломбарди упомянул Пограничные планеты как "цельную, очаровательную игру с некоторыми комочками в тесте". Он высоко оценил "богатую историю, хороший игровой баланс и многие часы игры", но также обратил внимание на несколько ошибок в игровой механике и недостатки в игровой графике и интерфейсе пользователя. В другом обзоре, опубликованном в PC Magazine, Barry Brenesal отозвался об игре в целом положительно, но посчитал "одним из слабых элементов", передвижение персонажа по планетарной поверхности.  На планетарной экскурсии, участники команды часто оказываются разделенными, когда партия путешествует через двери или коридоры с несколькими путями. Рецензент Scott A. May, пишущий для Compute!, объявил игру "шедевром воображения и игрового разнообразия незначительного размера" омраченным "некоторыми шероховатостями", в том числе, "неуклюжим, интерфейсом ограниченного характера" для управления членами команды в ходе исследования планет. Игра была также рецензирована Hartley и Patricia в Dragon #182 1992 года и Kirk Lesser в колонке "The Role of Computers". Рецензенты дали игре 4 из 5 звезд.
В ноябре 1992 года игра была номинирована на ролевую игру года для Computer Gaming World's, потому что она "открывает новый тип творчества в мирах для изучения и головоломках для решения."

## Внешние ссылки
- Planet's Edge fansite